# František Máka
František Máka (* 27. září 1968 Jičín) je bývalý český sdruženář, který závodil v letech 1988–1997.
Startoval na ZOH 1992 a 1994, jeho nejlepším individuálním umístěním je 15. místo z Albertville 1992, v závodech družstev 5. příčka z Lillehammeru 1994. Zúčastnil se také světových šampionátů v letech 1991, 1993 a 1997 (individuálně nejlépe 6. místo na MS 1991).